# Reporters Sense Fronteres
Reporters Sense Fronteres (RSF) (en francès: Reporters sans frontières; en anglès: Reporters Without Borders o RWB; en castellà: Reporteros Sin Fronteras; en alemany: Reporter ohne Grenzen o ROG) és una organització no governamental internacional d'origen francès l'objectiu del qual, segons declara en la seva presentació, és defensar la llibertat de premsa arreu del món i, en concret, als periodistes perseguits per la seva activitat professional.
Va ser fundada pel seu actual secretari general, Robert Menard, i té la seu permanent a la ciutat de París. El nom s'inspira en el d'altres organitzacions com Metges Sense Fronteres. L'any 2005 l'organització fou guardonada amb el Premi Sàkharov per la Llibertat de Consciència que atorga el Parlament Europeu, compartit amb el moviment Damas de Blanco i l'advocat nigerià Hauwa Ibrahim, i el 2006 amb el Premi Antonio Asensio de Periodisme.

## Funcionament
Encara que l'organització com a tal és petita, RSF disposa d'una xarxa de més de 100 corresponsals en els cinc continents i seccions nacionals en diversos països: Alemanya, Àustria, Bèlgica, Canadà, Espanya, França, Itàlia, Suècia i Suïssa, i oficines a Abidjan, Bangkok, Moscou, Nova York, Tòquio i Washington DC. Disposa d'una pàgina web a internet permanentment actualitzada i editat en tres idiomes, francès, anglès i castellà.
RSF és membre de l'organització Intercanvi Internacional per la Llibertat d'Expressió (IFEX), una xarxa mundial que agrupa a les associacions més importants en defensa de la llibertat d'expressió.
Moltes publicacions de Reporters Sense Fronteres es basen en informes obtinguts mitjançant la xarxa IFEX. Es beneficia del suport de corresponsals de premsa en nombrosos països del món, que no estan exposats a les mateixes pressions que eventualment es poden produir sobre els periodistes locals. RSF considera que la seva independència està garantida gràcies al fet que les oficines internacionals poden fer públics les seves pròpies anàlisis amb independència de les pressions que puguin sofrir els representants del RSF o de l'IFEX en un país en concret.

## Accions
RSF afirma inspirar-se en l'article 19 de la Declaració Universal dels Drets Humans, mitjançant la qual tot individu "té dret a la llibertat d'opinió i d'expressió" i a "no ser molestat a causa de les seves opinions, el d'investigar i rebre informacions i opinions, i el de difondre-les, sense limitació de fronteres". A Europa aquest dret està recollit en la Convenció Europea de Drets Humans, adoptada l'any 1950.
Les accions que porta a terme RSF en defensa dels seus objectius són: 
- Denunciar els atacs a la llibertat de premsa.
- Ajudar els periodistes amenaçats, perseguits o empresonats per la seva activitat professional.
- Donar suport a les famílies dels periodistes perseguits.
- Dur davant la justícia als responsables de persecucions a periodistes.

A causa de la impunitat que gaudeixen alguns responsables de crims comesos contra els periodistes, RSF va decidir crear al gener de 2002, la xarxa Damoclès. El seu objectiu és ajudar a les víctimes i intervenir en les diferents instàncies jurídiques competents perquè els responsables siguin jutjats.

## Índex de llibertat de premsa mundial

Índex de llibertat de premsa mundial

RSF publica cada any un controvertit informe sobre l'estat de la llibertat de premsa al món. La llista més recent es va publicar el 23 d'octubre de 2006, i situa al capdavant Finlàndia, Islàndia, Irlanda i els Països Baixos i a la cua Eritrea, Turkmenistan i Corea del Nord. La llista es genera a partir de les respostes obtingudes en una enquesta enviada a periodistes i especialistes relacionats per tot el món. En l'enquesta es pregunta sobre atacs directes a periodistes i mitjans de comunicació així com altres fonts indirectes de pressió contra la premsa independent.
L'informe s'elabora sobre la base d'un qüestionari enviat a les organitzacions associades amb Reporters Sense Fronteres (14 grups de llibertat d'expressió en cinc continents) i els seus 130 corresponsals al voltant del món, a més de periodistes, investigadors, juristes i activistes pro drets humans.
Segons RSF, l'índex se centra exclusivament en la llibertat de premsa i no amida en cap cas la qualitat del periodisme en un país. A causa de la metodologia de l'estudi, que es basa en la percepció individual dels informants, sovint es produïxen amplis contrastos en la posició d'un país en l'escalafó d'un any a un altre.

## Crítiques

### Crítiques de la UNESCO
El març de 2008, la UNESCO va retirar el seu patrocini del RSF a causa del fet que "aquesta organització va publicar material relatiu a una sèrie d'Estats Membres de la UNESCO, sobre el qual la UNESCO no va rebre cap informació i, per tant, no podia donar suport ", segons va afirmar l'organització integrant de l'ONU. "A més -denunciava la UNESCO, en aquestes comunicacions figurava l'emblema de la UNESCO de tal manera que semblava indicar el suport de la UNESCO a la informació presentada". RSF va respondre atacant la UNESCO i acusant-la de defensar els seus enemics, però després han tornat a col·laborar en altres iniciatives.
La utilització per part de RSF del nom d'altres organitzacions sense tenir realment el seu suport ha estat denunciada també altres vegades.

### Crítiques a Cuba
La imparcialitat de RSF ha estat posada en dubte per alguns sectors ideològics d'esquerra, per diverses organitzacions de periodistes tant professionals com sindicals de diferents països, així com de la família del periodista espanyol assassinat a l'Iraq per les tropes dels Estats Units José Couso, a causa, entre altres raons, d'algunes de les seves fonts de finançament.
L'organització ha rebut severes crítiques, especialment des de grups simpatitzants amb el règim cubà, per un suposat biaix anti-castrista, a causa de les seves campanyes publicitàries en contra de la situació dels drets humans durant la Revolució cubana i que fa que Cuba aparegui en els últims llocs mundials. RSF ha estat acusada d'estar associada amb sectors de l'exili cubà de Miami i de dirigir una campanya contra Cuba i contra Veneçuela, amb un objectiu més polític que de defensa de les llibertats. Alguns dels arguments que es donen suport les crítiques són els següents: 
- Cuba ocupa un dels últims llocs de la llista, encara que a Cuba no ha estat assassinat ni un sol periodista des de 1958, any del triomf de la Revolució cubana.
- No obstant això a l'Iraq, que ocupa una posició notòriament millor que Cuba, han estat assassinats almenys 44 periodistes des de l'inici de la guerra. RSF no va condemnar l'assassinat del periodista espanyol José Couso ni de l'ucraïnià Tares Protsyuk a mans de l'exèrcit nord-americà.
- Brasil, Haití, Mèxic i el Perú, països on diversos periodistes han estat assassinats, ocupen posicions notablement millors que Cuba.
- El text que acompanyava la classificació de 2003 estava completament centrat en Cuba i duia com títol «Cuba, penúltima abans de Corea del Nord», en comptes de tenir un títol més neutral com per exemple: «Corea del Nord, última» o «Finlàndia, primera».[6]
- En la portada de la pàgina web de RSF apareixen citats els "pitjors" i millors "països", segons la seva classificació. Entre els últims, apareix Cuba, en el lloc 165, però no Turkmenistan, en el lloc 167. Així mateix l'únic país que té un enllaç especial és Cuba.
- La família de José Couso ha criticat a l'organització per no prestar cap atenció a les seves opinions durant el judici[7] seguit per la mort del mateix i haver acceptat la versió de l'exèrcit dels Estats Units en contra de les proves presentades pels seus parents.

Per la seva banda, RSF admet que Cuba és una de les prioritats del seu treball i ho justifica mitjançant els següents arguments:
- 21 periodistes romanen detinguts, en condicions extremadament difícils, des de març de 2003, afrontant penes molt greus que en alguns casos superen els 20 anys de presó.
- A Cuba no existeix llibertat de premsa, la informació segueix sent monopoli de l'Estat. Tot es troba sotmès a autorització, des de la utilització d'internet fins a la possessió d'un fax o un ordinador.
- A Cuba també es vigila de prop de la premsa estrangera. A la fi de maig de 2005 van ser expulsats dos periodistes polonesos i un italià.
- Cuba nega oficialment l'entrada a Reporters Sense Fronteres des de fa anys.

No obstant això RSF nega que doni un tractament especial a Cuba per motius polítics o ideològics, com reiteradament li retreuen Granma i altres òrgans de premsa del règim cubà. La seva afirmació la sustenten en les xifres d'informes: "L'any 2004 Reporters sense Fronteres va publicar 781 comunicats relatius a 118 països. 58 d'aquests comunicats es referien a la Xina, 56 a L'Iraq, 30 a Pakistan, 25 a Algèria, 25 a Costa d'Ivori... i 18 a Cuba".

### Crítiques al CAC
La 5a Convenció de Periodistes d'Espanya organitzada peel Fòrum d'Organitzacions de Periodistes (FOP) l'any 2007 va incloure entre les seves resolucions una relativa a RSF: 
| «          | "La Convenció de Fòrum d'Organitzacions de Periodistes deplora que en l'últim informe anual de Reporters Sense Fronteres (RSF) s'inclogui, dintre de l'apartat d'Espanya, al Consell de l'Audiovisual de Catalunya (CAC) com una amenaça a la llibertat d'expressió quan justament el fet que no existeixi un equivalent per a tot el territori és un dels grans problemes per a la plena satisfacció del dret a la informació de la ciutadania. El FOP considera que per part de RSF és un despropòsit intolerable que es compari el CAC amb les amenaces d'ETA als periodistes, comparança a la qual fins ara només estàvem acostumats a escoltar a determinats sectors polítics i empresarials." | » |
| — Extracte | |   |

Aquest Fòrum integra a organitzacions sindicals que van donar suport al Govern de la Generalitat de Catalunya, que va promoure la llei de l'audiovisual i les competències del CAC objecte de crítica per part del RSF.

### Finançament
Segons els comptes fets públiques per RSF, l'any 2005 es va finançar en un 54% mitjançant recursos propis, producte de la venda d'àlbums fotogràfics i de tres calendaris de cap d'any. El mecenatge, és a dir, aportacions externes públiques i privades, constituïxen, segons aquestes dades, el 27% en aquest mateix any, gràcies a companyies com Sanofi Aventis, FNAC, CFAO, Ouest-France o Baume & Mercier. També rep subvencions puntuals de la UNESCO, d'institucions franceses i internacionals. La part de finançament públic fou del 10% en el pressupost global (enfront del 19% de 2004), que procedeix del Govern i del Ministeri d'Afers exteriors francès, així com de l'Organització Internacional de la Francofonia.
Sempre segons RSF, les subvencions de fundacions privades de l'any 2005 (Open Society Foundation, Center for a Free Cuba, Fondation de France, National Endowment for Democracy) van augmentar lleugerament a causa del projecte Àfrica ajudat per la NED, i del reemborsament efectuat pel Center for a Free Cuba de la reedició de la revista prohibida De Cuba. En concret, aquestes organitzacions, que són les quals més polèmica causen, haurien contribuït l'any 2004 amb un 1,9% (l'Open Society Institute) i un 1,3% (Center for Free Cuba) del total de fons anuals.
Algunes fonts consideren aquestes xifres poc creïbles, i consideren que el finançament real no es correspon amb la publicada per l'organització. No obstant això, RSF ha insistit que les seves dades de vendes d'àlbums fotogràfics són correctes i que això els assegura la seva independència econòmica.
RSF ha estat també acusada pels mateixos sectors de rebre finançament de l'Institut Republicà Internacional, un braç del Partit Republicà dels Estats Units d'Amèrica especialitzat en la ingerència en eleccions de diferents països, una cosa que RSF ha desmentit.
Els seus crítics ressalten que el Center for a Free Cuba, una de les fonts de finançament del RSF, és una organització d'extrema dreta l'objectiu de la qual és enderrocar al Govern cubà. No obstant això, la seva aportació a l'organització tot just supera l'1% del pressupost total, segons les dades fetes públics per Reporters Sense Fronteres. RSF ha manifestat també que els diners del Center for a Free Cuba "s'utilitzen per a donar suport a les famílies dels periodistes empresonats a l'illa, i per a portar a terme projectes destinats a aconseguir la seva llibertat com més aviat millor".